# Сітка (електронна лампа)

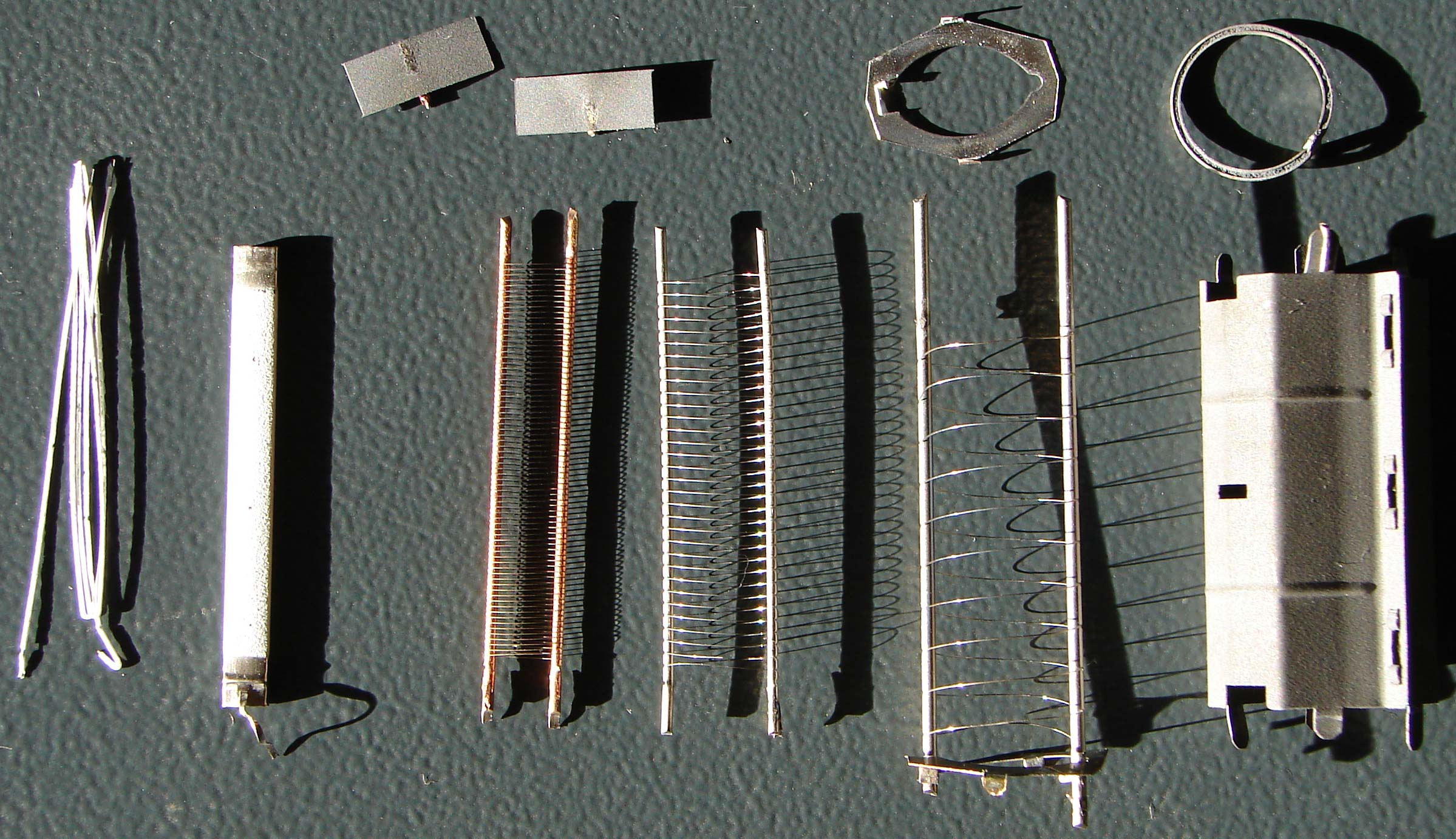
Електроди пентода. В центрі — три спіральні сітки, в зібраній лампі вони вкладені одна в одну

Сі́тка (англ. grid) — ґратчастий електрод електронної лампи, що знаходиться в потоці електронів між анодом і катодом й не перекриває його повністю. На принципових електричних схемах сітки в умовних графічних познаках електронних ламп зображуються у вигляді переривчастих ліній між символами катода і анода.

## Класифікація сіток за призначенням

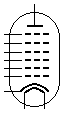
Умовна графічна познака електронної лами з шістьма сітками (гексод)

За призначенням сітки поділяються на:
- Керувальна сітка(інші мови) (англ. control grid) — регулює потік електронів відповідно до напруги вхідного сигналу, забезпечує підсилювальні властивості лампи.
- Екранувальна сітка (англ. screen grid) — зменшує ємність проміжку між анодом і керувальною сіткою, що дозволяє запобігти самозбудженню, збільшити коефіцієнт підсилення і збільшити граничну частоту підсилення. Застосовується в тетродах, пентодах і складніших лампах.
- Захисна або антидинатронна сітка (англ. suppressor grid) — пригнічує динатронний ефект, вловлює електрони, вибиті з анода вторинною емісією.
- Катодна сітка — в лампах з низькою анодною напругою, наприклад призначених для радіоапаратури із живленням від мережі 12 вольт, встановлюється між катодом і сіткою, додатково прискорює електрони, що випускаються катодом.

## Особливості використання
В деяких випадках призначення сіток може бути змінено розробником апаратури, наприклад тетрод або пентод можна використовувати як тріод з катодного сіткою, катодну сітку застосовувати як керувальну, екранувальна сітка може грати роль анода в «віртуальному» тріоді в складі тетрода або пентода (в генераторі з електронним зв'язком) тощо.
У ранніх конструкціях ламп сітки дійсно мали вигляд плоскої решітки, сплетеної з металевих дротів (звідси і назва); такі конструкції все ще застосовуються в деяких високочастотних лампах. Найчастіше сітка являє собою розріджену дротяну спіраль, навиту на спеціальних стійках (траверсах) навколо катода. Особливий випадок — стрижневі лампи, де роль сіток виконують пари тонких стрижнів, розташованих уздовж катода. Система таких «сіток» регулює електронний потік, й не стільки затримуючи його, як фокусуючи, тобто працює у ролі електростатичної лінзи.